# João da Costa Ferreira
João da Costa Ferreira (Lisboa, 1750 — São Paulo, 25 de abril de 1822) foi o engenheiro militar português que mais realizações executou no Brasil Colônia para o desenvolvimento da então Capitania de São Paulo. Foi Capitão da Real Academia Militar de Portugal, tendo executado várias obras relevantes na reconstrução de Lisboa.

## Vida
Filho de Joaquim Ferreira da Costa e de Agostinha Teresa Rosa, concluiu o curso de Matemática na Real Academia Militar.
No reinado de D. Maria I, foi mandado ao Brasil junto com Bernardo de Lorena com destino a São Paulo, onde chegou em 4 de julho de 1788. Sua atuação era requisitada na demarcação dos limites com as possessões espanholas na América do Sul. Entretanto permaneceu em São Paulo a atuar como engenheiro em diversas obras públicas. Foi transferido para o Real Corpo de Engenheiros, onde alcançou o posto de Brigadeiro em 13 de maio de 1822.
Casou-se inicialmente com Maria da Anunciação Elvem, com a qual teve dois filhos e três filhas, e depois com Ursula Maria Pereira de Lima, mas com esta não teve filhos. Seu corpo foi sepultado na Igreja da Ordem Terceira do Carmo em São Paulo.

## Obras
- Lisboa

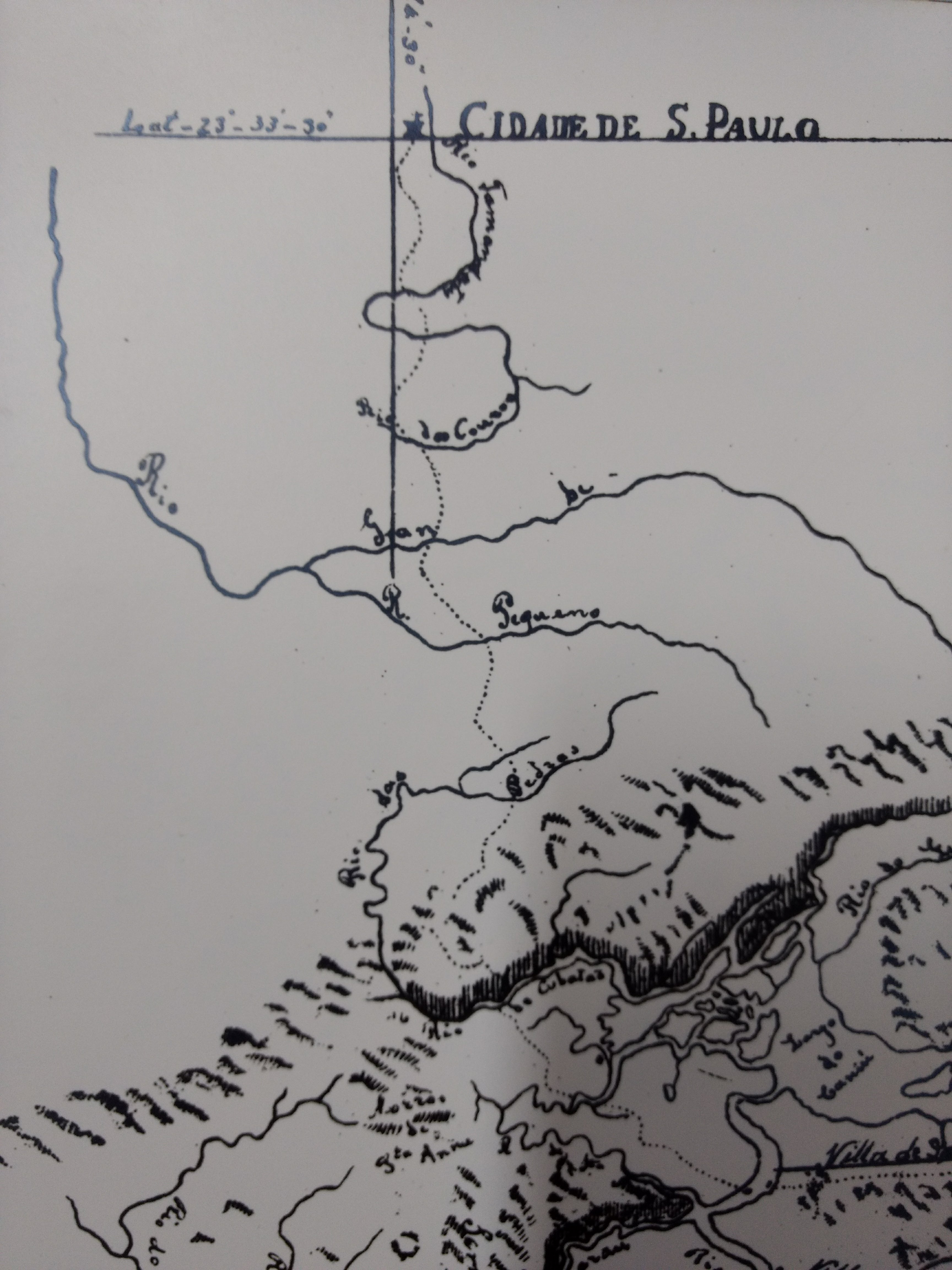
Carta corográfica e hidrográfica da costa do mar da Capitania de São Paulo, com destaque para a Calçada do Lorena, realizada por João da Costa Ferreira

Destacou-se, sob o comando do sargento-mor engenheiro José Monteiro de Carvalho, nas obras de reconstrução da cidade após o grande terremoto de 1755 excetuando-se a  Praça do Comércio e o Rossio; trabalhou nas obras do Passeio Público, do Palácio da Inquisição e do hospital real de São José no Colégio de Santo Antônio.
- Coimbra

Projeto e construção do hospital, museu e laboratório químico do extinto Colégio dos Jesuítas, sob o comando do tenente-coronel engenheiro Guilherme Elsdem.
- Leiria

Projeto e construção do novo leito dos rios da cidade.
- São Martinho

Projeto e construção de cais para embarque das madeiras do Pinhal.
- Brasil

Projeto e construção da Calçada do Lorena, uma das principais obras de engenharia no Brasil do século XVIII; preparação do palacete, da alfândega e do hospital de Santos; projeto e execução do Hospital Militar da Capitania de São Paulo, do Quartel da Legião de Voluntários Reais e da Casa de Câmara e Cadeia, que eram os edifícios mais vultosos na cidade de São Paulo à época; levantamento cartográfico e povoamento dos campos de Guarapuava; levantamento da carta corográfica e hidrográfica da costa da Capitania de São Paulo e dos portos de Santos, Cananéia, Paranaguá e Guaratuba.
Seus trabalhos cartográficos foram tão bem executados que eram utilizados também pelos ingleses. Muitos destes trabalhos encontram-se hoje na Biblioteca Nacional do Brasil e no Museu Paulista.